# Dicymolomia
Dicymolomia is een geslacht van vlinders van de familie van de grasmotten (Crambidae), uit de onderfamilie van de Glaphyriinae. De wetenschappelijke naam en de beschrijving van dit geslacht zijn voor het eerst gepubliceerd in 1872 door Philipp Christoph Zeller.

## Soorten
- D. diminutalis Warren, 1891
- D. grisea Munroe, 1964
- D. julianalis (Walker, 1859)
- D. metalliferalis (Packard, 1873)
- D. metalophota (Hampson, 1897)
- D. micropunctalis Munroe, 1964
- D. opuntialis Dyar, 1908
- D. rufifusalis (Hampson, 1912)